# Limatium pagodula
Limatium pagodula is een slakkensoort uit de familie van de Cerithiidae. De wetenschappelijke naam van de soort werd voor het eerst geldig gepubliceerd in 2018 door Bartsch.